# Sugnu
Sugnu là một thị xã của quận Thoubal thuộc bang Manipur, Ấn Độ.

## Nhân khẩu
Theo điều tra dân số năm 2001 của Ấn Độ, Sugnu có dân số 4507 người. Phái nam chiếm 50% tổng số dân và phái nữ chiếm 50%. Sugnu có tỷ lệ 61% biết đọc biết viết, cao hơn tỷ lệ trung bình toàn quốc là 59,5%: tỷ lệ cho phái nam là 72%, và tỷ lệ cho phái nữ là 50%. Tại Sugnu, 14% dân số nhỏ hơn 6 tuổi.